# Ann-Katrin Kaufhold
Ann-Katrin Kaufhold (* 1976) ist eine deutsche Rechtswissenschaftlerin und Professorin an der Ludwig-Maximilians-Universität München.

## Leben
Nach dem Studium der Rechtswissenschaften als Stipendiatin der Studienstiftung des deutschen Volkes an den Universitäten Passau, Toulouse I und Freiburg im Breisgau ab 1995, das sie 2001 mit dem Ersten Staatsexamen abschloss, wurde sie 2005 an der Albert-Ludwigs-Universität Freiburg bei Andreas Voßkuhle mit einer Arbeit zur Lehrfreiheit promoviert.
Anschließend absolvierte sie das Rechtsreferendariat mit dem Zweiten Staatsexamen 2006 am Kammergericht Berlin und war von 2006 bis 2009 Referentin im Bundesministerium der Justiz.
Von 2010 bis 2012 war sie Postdoktorandin des DFG-Graduiertenkollegs Verfassung jenseits des Staates an der Humboldt-Universität zu Berlin und von 2012 bis 2014 wissenschaftliche Mitarbeiterin am Institut für Staatswissenschaft und Rechtsphilosophie, Abt. 1 (Andreas Voßkuhle) der Universität Freiburg. Nach der Habilitation 2015 an der Albert-Ludwigs-Universität Freiburg mit der Venia Legendi für die Fächer Öffentliches Recht und Rechtstheorie vertrat sie den Lehrstuhl von Christoph Möllers an der Humboldt-Universität zu Berlin.
2016 wurde Kaufhold auf den Lehrstuhl für Staats- und Verwaltungsrecht an der Ludwig-Maximilians-Universität München berufen und lehnte zugleich Rufe an die Universität Trier sowie die Universität Bayreuth ab.
Ihre Forschungsschwerpunkte sind Staats-, Verwaltungs- und Europarecht, nationales, europäisches und internationales öffentliches Finanzmarktrecht, Systemrisikoforschung und Empirie und Recht(swissenschaft) sowie Klimaverfassungsrecht und Sustainable Finance Regulierung. Bekannt wurde sie mit der Monografie Systemaufsicht, in der sie nach der Lehman-Pleite komplexe Modelle für eine effektive Finanzmarktaufsicht entwickelte. Im Klimaverfahren 2020/21 vor dem Bundesverfassungsgericht vertrat Kaufhold Bundestag und Bundesregierung gegen die klagenden Umweltverbände und betonte dabei, dass die politische Legitimation des Parlaments höher einzustufen sei als die gerichtliche.
Kaufhold ist Mitglied des Arbeitskreises Finanzmarktgesetzgebung beim Bundesministerium der Finanzen und wurde 2022 in die Expertenkommission zum Volksentscheid „Vergesellschaftung großer Wohnungsunternehmen“ des Landes Berlin berufen, die die Anliegen der Bürgerinitiative Deutsche Wohnen & Co. enteignen als verfassungsgemäß einstufte. Die Kommission hatte hierbei nicht den Auftrag, das Für und Wider einer Sozialisierung zu bewerten, sondern sie sollte staatliche Wege für eine rechtssichere Umsetzung des durch Volksentscheid beschlossenen Anliegens aufzeigen. Außerdem ist sie Frauenbeauftragte der Juristischen Fakultät der LMU München.
Kaufhold wurde von der SPD bei der Wahl von Richtern des Bundesverfassungsgerichts 2025 vorgeschlagen.

## Schriften (Auswahl)
- Die Lehrfreiheit – ein verlorenes Grundrecht? Zu Eigenständigkeit und Gehalt der Gewährleistung freier Lehre in Art. 5 Abs. 3 GG. Berlin 2006, ISBN 978-3-428-11942-4.
- Systemaufsicht. Anforderungen an die Ausgestaltung einer Aufsicht zur Abwehr systemischer Risiken entwickelt am Beispiel der Finanzaufsicht. Tübingen 2016, ISBN 978-3-16-154349-4.
- Mit Thomas Wischmeyer: Staatsrecht I : Staatsorganisationsrecht. 36. Auflage. Franz Vahlen, München 2024, ISBN 978-3-8006-7432-9.